# Cianuro de alilo
El cianuro de alilo, también llamado 3-butenonitrilo, alilonitrilo y vinilacetonitrilo, es un compuesto orgánico de fórmula molecular C4H5N. Es un nitrilo lineal de cuatro átomos de carbono con un grupo funcional C≡N en un extremo y un doble enlace C=C en el extremo opuesto.
Fue descubierto en 1863 por H. Will y W. Koerner, quienes encontraron que este compuesto está presente en el aceite de mostaza.

## Propiedades físicas y químicas
A temperatura ambiente, el cianuro de alilo es un líquido incoloro de desagradable olor. Tiene su punto de ebullición a 119 °C, mientras que su punto de fusión es de −87 °C.
Con una densidad inferior a la del agua (ρ = 0,834 g/cm³), posee una solubilidad en ésta de 34 g/L.
El valor del logaritmo de su coeficiente de reparto, logP = 0,40, indica que es algo más soluble en disolventes apolares —como el 1-octanol— que en disolventes polares.
En cuanto a su reactividad, este nitrilo es incompatible con agentes oxidantes.

## Presencia en el entorno
El cianuro de alilo está presente en diversas hortalizas crucíferas, donde es elaborado por la mirosinasa, enzima que hidroliza los glucosinolatos para formar nitrilos y otros productos.
La mirosinasa es activada por el ácido ascórbico (vitamina C) en función del pH.

## Síntesis
El cianuro de alilo puede prepararse tratando bromuro de alilo con cianuro de cobre(I) a temperatura elevada. Esta reacción constituye una reacción clásica SN2, en la cual el anión cianuro del complejo de cobre actúa como nucleófilo para sustituir el anión bromuro del bromuro de alilo:
CH2=CHCH2Br + CuCN → CH2=CHCH2CN + CuBr
Para esta reacción pueden usarse otros haluros de alilo, incluyendo ioduro de alilo, siendo el anión yoduro mejor grupo saliente que el bromuro, lo que repercute en un mayor rendimiento de la reacción.
Otro método para la síntesis es la conversión, en una sola etapa, de butanal a cinauro de alilo por medio de cloruro de hidroxilamina en presencia de KF/Al2O3.
También se puede producir este nitrilo por cianuración de bromuro de alilo con cianuro sódico en polvo, empleando un catalizador de transferencia de fase PEG400, sin necesidad de disolvente. El rendimiento siguiendo este último método es del 92 %.

## Usos
El cianuro de alilo puede usarse como aditivo en electrolitos basados en carbonato de propileno para ánodos de grafito, previniendo la formación de una película fina sobre el ánodo; se cree que el mecanismo subyacente es un mecanismo de polimerización reductora.
Se ha propuesto también su empleo para la producción de plásticos de poliisocianato lignina-celulosa. Estos plásticos poseen múltiples aplicaciones, tales como aislantes de ruido, embalajes resistentes a los golpes, agentes de revestimiento o adhesivos.

## Neurotoxicidad
El cianuro de alilo es conocido por ser tóxico para el sistema vestibular de roedores, característica que comparte con otros mononitrilos, como por ejemplo su isómero crotononitrilo.
Estudios realizados en ratas han demostrado que el cianuro de alilo causa la pérdida de células ciliadas del sistema auditivo, así como perturbaciones en la córnea.
También se ha encontrado que este nitrilo produce inflamación de los axones.
En este sentido, cabe señalar que investigaciones llevadas a cabo con ratones han revelado que una única (pero elevada) dosis de cianuro de alilo puede causar cambios permanentes en el comportamiento de estos animales.
Por otra parte, se ha especulado que ciertos nitrilos de bajo peso molecular —cianuro de alilo, crotononitrilo o 3,3'-iminodipropionitrilo— puedan ser la causa de enfermedades humanas como el konzo, el latirismo y la neuropatía atáxica tropical (TAN).

## Precauciones
Este compuesto es inflamable —tanto el líquido como su vapor—, siendo su punto de inflamabilidad 23 °C. Al arder puede desprender humos tóxicos conteniendo óxidos de nitrógeno, monóxido de carbono y cianuro de hidrógeno. Su temperatura de autoignición es de 455 °C.
Es una sustancia tóxica si se ingiere o inhala, y puede provocar irritación en piel y ojos.
Se piensa que puede causar infertilidad en fetos humanos.